# Envy (groupe)
Pour les articles homonymes, voir Envy.
envy est un groupe de post-rock et screamo japonais, originaire de Tokyo. Contrairement aux autres groupes du genre, les textes d'Envy sont entièrement en japonais.

## Biographie

### Débuts et reconnaissance en France (1992–2005)
C'est en 2001, après plus d'une douzaine d'EP et de singles, que le groupe sort son premier album studio, All the Footprints You've Ever Left and the Fear Expecting Ahead. Album méconnu bien que salué par la critique,, il contient des chansons axées screamo comme Farewell to Words ou A Cage it Falls Into et d'autres plus "punk". S'ensuivent plusieurs tournées aux États-Unis et en Europe où le public du genre, déjà conquis, leur assurera un bon accueil sur la scène underground. En France, ils jouent à L'Austrasique (salle de concert remplacée par L'Autre Canal) où le chanteur Tetsuya Fukagawa heurte le plafond de la salle à grand coup de pied de micro.
En 2003 sort A Dead Sinking Story qui ne donnera pas lieu à une tournée Européenne. Il faut attendre juin 2005 et un concert au festival metal/hardcore Furyfest, ancêtre du Hellfest situé cette année-là au parc des expositions du Mans pour voir leur retour en Europe. Il s'agit de l'unique date européenne de l'album A Dead Sinking Story ce qui attirera leurs fans spécifiquement pour l'occasion. La prestation, remarquable, devant plusieurs milliers de spectateurs, leur assure dès lors une large renommée, au-delà des fans de screamo, dans les milieux metal de l'Hexagone.

### Insomniac Doze(2006–2009)
En 2006, Insomniac Doze marque un tournant par rapport à l'album précédent A Dead Sinking Story. Le groupe vote pour des morceaux plus post-rock, et des compositions plus aériennes se rapprochant musicalement du groupe écossais Mogwai, lesquels les signeront pour l'Europe avec leur label Rock Action Records. Toujours en 2006, Tetsuya Fukagawa apparaît en invité sur le morceau I Chose Horses enregistré sur l'album Mr. Beast du groupe écossais de post-rock Mogwai, le groupe à qui appartient le label Rock Action Records.
Envy effectuera quelques concerts en France dans le courant de l'année 2007, et sortira un EP, Abyssal, le 7 novembre 2007. En 2008, le groupe sort un split avec Thursday, un succès et tourne (en 2009 pour la France). Toujours en 2008, leur premier album, All the Footprints You've Ever Left and the Fear Expecting Ahead, est réédité

### Recitations(2010)
En 2011 sort leur album Recitations, mélange contrasté de guitares de plus en plus aériennes et d'un chant resté proche du chant screamo. Ils parcourent à cette occasion les salles d'Europe, effectuant sur scène une synthèse fluide entre leurs anciens « tubes » bien connus issus notamment de A Dead Sinking Story - qui bénéficient d'un son plus actuel - et leurs nouveaux morceaux qui gagnent en intensité et agressivité avec le passage à la scène. À l'été 2011, à la suite de la catastrophe de Fukushima, le groupe sort une chanson, As Serenity Calls Your Name, dont les profits sont intégralement versés à l'aide aux victimes de la catastrophe.

### Atheistʼs Cornea(2015)
En 2015, Envy revient avec un album Atheistʼs Cornea au style post-rock et screamo notamment marqué par sa brièveté (40 minutes de musique pour huit titres) mais qui permet de faire davantage ressortir les morceaux dans leur individualité. L'album reste fidèle au style d'Envy avec la voix de Tetsuya qui alterne entre scream et chant clair en japonais. L'album connait une bonne réception critique en France et Envy impressionne par sa faculté à composer des nouveaux titres de haute qualité sans se répéter après plus de 20 ans de composition.
Tetsuya Fukagawa quitte le groupe en 2016 puis le réintègre en 2018.

### The Fallen Crimson(2020)
Après la publication en 2018 d'un projet, Alnair in August, de deux morceaux annonçant le retour à la composition du groupe, sort en février 2020 l'album The Fallen Crimson. Ce dernier est publié via le label indépendant allemand Pelagic Records. L'album est marqué par des titres concis laissant tout de même place à des passages plus posés et détaillés tout en possédant des moments explosifs. L'album est salué par la critique spécialisée notamment car le groupe, une nouvelle fois, arrive à se renouveler après près de 30 ans d'existence.

## Membres
Membres actuels
- Tetsuya Fukagawa – chant, claviers (1992-2016, depuis 2018)
- Nobukata Kawai – guitare (depuis 1992)
- Manabu Nakagawa – basse (depuis 1992)
- Yoshi – guitare (depuis 2018)
- Yoshimitsu Taki – guitare (depuis 2018)
- Hiroki Watanabe – batterie (depuis 2018)

Anciens membres
- Masahiro Tobita – guitare (1992-2018)
- Dairoku Seki – batterie (1992-2018)